# Andre De Grasse
Andre De Grasse (Scarborough, 10 novembre 1994) è un velocista canadese, campione olimpico dei 200 metri piani a Tokyo 2020 e vincitore di sette medaglie olimpiche.
È il detentore del record nazionale dei 200 metri piani sia outdoor che indoor, rispettivamente con 19"62 e 20"26, e della staffetta 4×100 metri con 37"48.

## Biografia
De Grasse iniziò a gareggiare l'anno prima di iniziare il college. Durante il suo primo 100 m, indossando scarpe e pantaloni da basket e senza usare i blocchi di partenza, arrivò secondo in 10"9.
Fu notato dal colui che sarebbe diventato suo futuro coach, Tony Sharpe, che captò il suo potenziale proprio in questa occasione. Sharpe disse che non aveva visto nessuno con il potenziale di De Grasse da almeno 40 anni.
Comincia a gareggiare nel 2013 e corre i 100 metri in 10"25 (+1,2) e i 200 metri in 20"72 (+1,9). Tempi molto buoni per un atleta così giovane al primo anno agonistico. Nel 2014 i personali su 100 e 200 m scendono sensibilmente a 10"15 (+0,9) e 20"38 (+0,5).
Il 2015 è l'anno di svolta per il giovane canadese: durante la stagione indoor corre il record nazionale sui 200 metri con il tempo di 20"26.
A maggio del 2015 scende per la prima volta sotto i 10" vincendo un campionato dell'America dell'ovest con il tempo di 9"97. Diventa così il terzo canadese nella storia ad aver corso un sub-10" dopo Donovan Bailey e Bruny Surin.
Ai campionati NCAA del 2015 De Grasse vince il titolo correndo in 9"75, con troppo vento alle spalle (+2,7). Questo tempo è il settimo di sempre e il miglior tempo canadese compresi quelli ventosi.
Sempre ai campionati NCAA vince i 200 metri con il notevole tempo di 19"58, anche stavolta però di poco ventoso (+2,4). Questo tempo sarebbe stato circa mezzo secondo meno del record canadese che già gli apparteneva, ottenuto quattro settimane prima.
Dopo questa doppietta De Grasse si rende conto del suo effettivo potenziale e comincia a pensare a Mondiali e Giochi olimpici.
Ai Giochi panamericani vince i 100 m in 10"05 correndo anche un 9"97 nelle semifinali. Nella stessa competizione vince anche i 200 metri in 19"88: record nazionale canadese e primo canadese a correre sub-10" sui 100 e sub-20" sui 200.
Ad agosto partecipa ai Mondiali di Pechino 2015, dove, dopo aver corso sotto i 10" sia in batteria che in semifinale, vince la medaglia di bronzo nei 100 m insieme allo statunitense Trayvon Bromell, fermando entrambi il cronometro sul tempo di 9"92. A dicembre 2015 diventa professionista e firma un contratto di 11,25 milioni di dollari con la Puma.
Nel 2016, ai Giochi olimpici di Rio de Janeiro, sigla in semifinale il nuovo record canadese sui 200 m piani con il tempo di 19"80 (-0,3). Nella manifestazione si aggiudica tre medaglie, una d'argento nei 200 m dietro a Usain Bolt, e due di bronzo, nei 100 m sempre dietro Usain Bolt e Justin Gatlin con il personale di 9"91 e l'altra nella staffetta 4×100 m con il record canadese di 37"64.
Nel 2019, ai Mondiali di Doha, vince la medaglia di bronzo nei 100 m siglando il suo record personale di 9"90 in finale. Inoltre, De Grasse conquista anche la medaglia d'argento nei 200 m con il tempo di 19"95, piazzandosi alle spalle di Noah Lyles. 
Il canadese prende parte ai suoi secondi Giochi olimpici a Tokyo 2020: riconferma il podio nei 100 m, piazzandosi anche questa volta al terzo posto dietro a Jacobs e Kerley e conquistando la sua seconda medaglia di bronzo olimpica individuale. Il 4 agosto 2021 finalmente coglie l'oro olimpico, vincendo la medaglia d'oro nei 200 m piani con il tempo di 19"62, suo primato personale, giungendo davanti agli statunitensi Kenneth Bednarek, secondo in 19"68, e Noah Lyles, terzo in 19"74. 
Ai mondiali di Eugene 2022 ed alle Olimpiadi di Parigi 2024 conquista la medaglia d'oro nella staffetta 4x100 metri piani.

### Vita privata
Lui e la sua compagna, l'ostacolista statunitense Nia Ali, hanno avuto una figlia, nata nel giugno 2018.

## Progressione

### 100 metri piani
| Stagione | Tempo | Luogo          | Data      | Rank. Mond. |
| -------- | ----- | -------------- | --------- | ----------- |
| 2023     | 10"16 | Memphis        | 4-8-2023  |             |
| 2022     | 10"05 | Oslo           | 16-6-2022 | 52º         |
| 2021     | 9"89  | Tokyo          | 1-8-2021  | 8º          |
| 2020     | 9"97  | Clermont       | 24-7-2020 | 4º          |
| 2019     | 9"90  | Doha           | 28-9-2019 | 5º          |
| 2018     | 10"15 | Des Moines     | 28-4-2018 | 100º        |
| 2017     | 10"01 | Oslo           | 15-6-2017 | 14º         |
| 2016     | 9"91  | Rio de Janeiro | 14-8-2016 | 6º          |
| 2015     | 9"92  | Pechino        | 23-8-2015 | 11º         |
| 2014     | 10"15 | Mesa           | 17-5-2014 | 78º         |
| 2013     | 10"25 | Windsor        | 30-6-2013 | 143º        |
| 2012     | 10"59 | Toronto        | 11-7-2012 | 982º        |

### 200 metri piani
| Stagione | Tempo | Luogo          | Data      | Rank. Mond. |
| -------- | ----- | -------------- | --------- | ----------- |
| 2023     | 19"76 | Eugene         | 17-9-2023 |             |
| 2022     | 20"38 | Parigi         | 18-6-2022 | 76º         |
| 2021     | 19"62 | Tokyo          | 4-8-2021  | 2º          |
| 2020     | 20"24 | Clermont       | 25-7-2020 | 7º          |
| 2019     | 19"87 | Bruxelles      | 6-9-2019  | 6º          |
| 2018     | 20"46 | Doha           | 4-5-2018  | 91º         |
| 2017     | 20"01 | Roma           | 8-6-2017  | 6º          |
| 2016     | 19"80 | Rio de Janeiro | 17-8-2016 | 4º          |
| 2015     | 19"88 | Toronto        | 24-7-2015 | 6º          |
| 2014     | 20"38 | Mesa           | 17-5-2014 | 48º         |
| 2013     | 20"72 | Windsor        | 30-6-2013 | 155º        |

## Palmarès
| Anno | Manifestazione          | Sede           | Evento      | Risultato  | Prestazione | Note                                                       |
| ---- | ----------------------- | -------------- | ----------- | ---------- | ----------- | ---------------------------------------------------------- |
| 2014 | Giochi del Commonwealth | Glasgow        | 200 m piani | Semifinale | 20"73       |                                                            |
| 2014 | Giochi del Commonwealth | Glasgow        | 4×100 m     | Finale     | dnf         |                                                            |
| 2015 | Giochi panamericani     | Toronto        | 100 m piani | Oro        | 10"05       |                                                            |
| 2015 | Giochi panamericani     | Toronto        | 200 m piani | Oro        | 19"88       | Record nazionale                                           |
| 2015 | Giochi panamericani     | Toronto        | 4×100 m     | Finale     | dq          |                                                            |
| 2015 | Mondiali                | Pechino        | 100 m piani | Bronzo     | 9"92        | Miglior prestazione personale                              |
| 2015 | Mondiali                | Pechino        | 4×100 m     | Bronzo     | 38"13       |                                                            |
| 2016 | Giochi olimpici         | Rio de Janeiro | 100 m piani | Bronzo     | 9"91        | Miglior prestazione personale                              |
| 2016 | Giochi olimpici         | Rio de Janeiro | 200 m piani | Argento    | 20"02       |                                                            |
| 2016 | Giochi olimpici         | Rio de Janeiro | 4×100 m     | Bronzo     | 37"64       | Record nazionale                                           |
| 2017 | World Relays            | Nassau         | 4×100 m     | Finale     | dnf         |                                                            |
| 2017 | World Relays            | Nassau         | 4×200 m     | Oro        | 1'19"42     | Miglior prestazione mondiale stagionale                    |
| 2017 | Mondiali                | Londra         | 100 m piani | Batteria   | dns         |                                                            |
| 2019 | World Relays            | Yokohama       | 4×100 m     | Batteria   | 38"76       |                                                            |
| 2019 | Mondiali                | Doha           | 100 m piani | Bronzo     | 9"90        | Miglior prestazione personale                              |
| 2019 | Mondiali                | Doha           | 200 m piani | Argento    | 19"95       |                                                            |
| 2019 | Mondiali                | Doha           | 4×100 m     | Batteria   | 37"91       | Miglior prestazione personale stagionale                   |
| 2021 | Giochi olimpici         | Tokyo          | 100 m piani | Bronzo     | 9"89        | Miglior prestazione personale                              |
| 2021 | Giochi olimpici         | Tokyo          | 200 m piani | Oro        | 19"62       | Record nazionale                                           |
| 2021 | Giochi olimpici         | Tokyo          | 4×100 m     | Argento    | 37"70       | [ 2 ] [ 3 ]                                                |
| 2022 | Mondiali                | Eugene         | 100 m piani | Semifinale | 10"21       |                                                            |
| 2022 | Mondiali                | Eugene         | 200 m piani | Batteria   | dns         |                                                            |
| 2022 | Mondiali                | Eugene         | 4×100 m     | Oro        | 37"48       | Record nazionale · Miglior prestazione mondiale stagionale |
| 2023 | Mondiali                | Budapest       | 200 m piani | 6º         | 20"14       |                                                            |
| 2024 | World Relays            | Nassau         | 4x100 m     | Argento    | 37"89       |                                                            |
| 2024 | Giochi olimpici         | Parigi         | 100 m piani | Semifinale | 9"98        | Miglior prestazione personale stagionale                   |
| 2024 | Giochi olimpici         | Parigi         | 200 m piani | Semifinale | 20"41       |                                                            |
| 2024 | Giochi olimpici         | Parigi         | 4×100 m     | Oro        | 37"50       |                                                            |
| 2025 | World Relays            | Guangzhou      | 4x100 m     | Bronzo     | 38"11       |                                                            |

## Altre competizioni internazionali
2016
- Oro al Müller Anniversary Games ( Birmingham), 200 m piani - 20"16
- Oro ai Bislett Games ( Oslo), 100 m piani - 10"07

2017
- Oro al Golden Gala Pietro Mennea ( Roma), 200 m piani - 20"01
- Oro ai Bislett Games ( Oslo), 100 m piani - 10"01
- Oro al Bauhaus-Galan ( Stoccolma), 100 m piani - 9"69
- Oro al Meeting international Mohammed VI d'athlétisme de Rabat ( Rabat), 200 m piani - 20"03

2019
- Oro al Meeting international Mohammed VI d'athlétisme de Rabat ( Rabat), 200 m piani - 20"19

2021
- Oro ai Bislett Games ( Oslo), 200 m piani - 20"09
- Oro al Prefontaine Classic ( Eugene), 100 m piani - 9"74 w

2022
- Oro al Müller Anniversary Games ( Birmingham), 4x100 m - 38"31
- Oro ai Bislett Games ( Oslo), 100 m piani - 10"05

2023
- Oro al Prefontaine Classic ( Eugene), 200 m piani - 19"76
- Vincitore della Diamond League nella specialità dei 200 m piani

## Riconoscimenti
- Atleta mondiale emergente dell'anno (2016)